# Discografia de The Band Perry
Discografia de The Band Perry, banda de música country norte-americana.

## Álbuns

### Álbuns de estúdio
| Título         | Detalhes                                                                                           | Melhores posições | Melhores posições | Certificações |
| Título         | Detalhes                                                                                           | US Country        | US                | Certificações |
| -------------- | -------------------------------------------------------------------------------------------------- | ----------------- | ----------------- | ------------- |
| The Band Perry | - Lançamento: 12 de outubro de 2010 - Gravadora: Republic Nashville - Formatos: CD, music download | 2                 | 4                 | - US: Ouro    |

### Extended plays
| Título         | Detalhes                                                                                        | Melhores posições | Melhores posições |
| Título         | Detalhes                                                                                        | US Country        | US Heat           |
| -------------- | ----------------------------------------------------------------------------------------------- | ----------------- | ----------------- |
| The Band Perry | - Lançamento: 6 de abril de 2010 - Gravadora: Republic Nashville - Formatos: CD, music download | 32                | 4                 |

## Singles
| Ano                                               | Single              | Melhores posições | Melhores posições | Melhores posições | Melhores posições | Melhores posições | Melhores posições | Certificações                   | Álbum          |
| Ano                                               | Single              | US Country        | US                | US AC             | US Adult          | US Pop            | CAN               | Certificações                   | Álbum          |
| ------------------------------------------------- | ------------------- | ----------------- | ----------------- | ----------------- | ----------------- | ----------------- | ----------------- | ------------------------------- | -------------- |
| 2009                                              | "Hip to My Heart"   | 20                | 101               | —                 | —                 | —                 | —                 |                                 | The Band Perry |
| 2010                                              | "If I Die Young"[A] | 1                 | 14                | 1                 | 4                 | 12                | 48                | - US: 2× Platina - CAN: Platina | The Band Perry |
| 2011                                              | "You Lie"           | 2                 | 42                | —                 | —                 | —                 | —                 |                                 | The Band Perry |
| 2011                                              | "All Your Life"     | 16                | 69                | —                 | —                 | —                 | 94                |                                 | The Band Perry |
| "—" denota singles que não apareceram nos charts. |                     |                   |                   |                   |                   |                   |                   |                                 |                |

- A ^ Singles atuais.

## Vídeos musicais
| Ano  | Vídeo             | Diretor         |
| ---- | ----------------- | --------------- |
| 2010 | "Hip to My Heart" | Trey Fanjoy     |
| 2010 | "If I Die Young"  | David McClister |
| 2011 | "You Lie"         | David McClister |